# Жорж Еллебюйк
Жорж Еллебюйк (21 серпня 1890 — 20 лютого 1975) — бельгійський яхтсмен.
Бронзовий призер Олімпійських Ігор 1920 року в класі 8 метрів (правила 1919 року).